# James Gaffigan
James Gaffigan (né en 1979 à New York) est un chef d'orchestre américain.

## Biographie
James Gaffigan a été assistant chef d'orchestre de l'Orchestre de Cleveland de 2003 à 2006 puis chef d'orchestre associé de l'Orchestre symphonique de San Francisco de 2006 à 2009. Depuis 2011, il est le chef d'orchestre de l'Orchestre symphonique de Lucerne.